# Palej
Palej é uma vila no distrito de Bharuch, no estado indiano de Guzerate.

## Demografia
Segundo o censo de 2001, Palej tinha uma população de 10,872 habitantes. Os indivíduos do sexo masculino constituem 53% da população e os do sexo feminino 47%. Palej tem uma taxa de alfabetização de 69%, superior à média nacional de 59.5%: a literacia no sexo masculino é de 75% e no sexo feminino é de 61%. Em Palej, 14% da população está abaixo dos 6 anos de idade.